# Cocaină
Cocaina (benzoil-metil-ecgonină) este un alcaloid tropanic cristalin, care se obține din frunzele arbustului de coca (Eritroxylon coca). Este un stupefiant cu efect stimulant puternic al sistemului nervos central, fiind unul dintre cele mai răspândite droguri care produc dependența consumatorului. Este adesea administrată prin prizare, inhalare sau intravenos, sub formă de soluție. Principalele efecte produse sunt: pierderea contactului cu realitatea, euforia și agitația psihomotorie. Efectele somatice includ tahicardia, diaforeza și midriaza. Supradozarea cu cocaină poate induce hipertensiune puternică și hipertermie. Prezintă și efecte terapeutice benefice, fiind unul dintre cele mai potente anestezice locale, însă este utilizată în acest scop în puține țări pentru limitarea riscului de abuz.
Cocaina acționează în principal ca inhibitor al recaptării de serotonină, noradrenalină și dopamină. Prin acest mecanism, ea induce creșterea concentrației acestor neurotransmițători la nivelul fantei sinaptice. Traversează foarte ușor bariera hemato-encefalică și poate duce la lezarea acesteia. În anul 2013, 419 kilograme au fost produse ilegal. Cea mai pură formă de cocaină este cocaina bază, forma crack, care se produce prin procesarea cocainei brute.

## Istoric
Primele frunze de coca ajung din America de Sud în Europa prin anii 1750. În iarna anului 1859/1860  farmacistul german Albert Niemann (1834-1861) izolează în laboratorul din Göttingen componenții activi din frunzele de coca. El numește alcaloidul obținut „kokain”. Această descoperire a lui Niemann este controversată, unii înclină să creadă că primul care deja în 1855 a izolat alcaloidul ar fi fost chimistul german Friedrich Gädcke și că tot el a numit substanța „Erythroxylin”. O a treia variantă este neurologul  Paolo Mantegazza din Pavia care ar fi descoperit alcaloidul în 1858.
Cocaina pură a fost izolată în München în anul 1923 de deținătorul premiului Nobel Richard Willstätter, D. Wolfes și H. Mäder.
Din anul 1879 cocaina este folosită la tratamentul pacienților dependenți de morfină.
În același an Vassili von Anrep din Würzburg descoperă efectul analgezic al cocainei, acest efect analgezic și cel psihic este amintit în opera lui Sigmund Freud „Despre Coca”.
In anul 1906 băutura răcoritoare Coca-Cola conținea 250 mg cocaină/litru, acest lucru nu este amintit în istoricul concernului. Pericolul de cauzare a dependenței față de alcaloid a fost recunoscută numai treptat.

## Farmacologie
Cocaina este un inhibitor al recaptării dopaminei, noradrenalinei, serotoninei. El împiedică  transmiterea impulsului nervos la nivelul sinapselor neuronale, prin ridicarea pragului de sensibilitate a receptorilor, o creștere a simpaticotoniei. Creează o stare de euforie și de dependență față de cocaină.
| Efect                          | Toleranța   | Absorbția                                                                            | Timp de înjumătățire | Doza letală LD50                             |
| ------------------------------ | ----------- | ------------------------------------------------------------------------------------ | -------------------- | -------------------------------------------- |
| Inhibitor al impulsului nervos | Tahifilaxie | oral 33 % nazal 19 % (11–26 %) mestecat 25 % intravenos 100 % fumat sau pastă 6-32 % | cam 1 oră            | la câine oral 96 mg/kg șoarece oral 13 mg/kg |

## Utilizare
Frunzele de coca, după ce sunt puse la uscat mai multe zile pe suprafețe pardosite, sunt amestecate cu
kerosen și carbonat de calciu, sodiu sau potasiu, după care, timp de o noapte, sunt călcate cu picioarele.
Cocaina, care este un eter, se transformă în carbonat de cocaină, care se dizolvă în kerosen. Soluția este filtrată
și se elimină reziduurile, după care se amestecă cu acid sulfuric. Se obține sulfatul de cocaină sau pasta de
bază care se precipită și se depune pe fundul vasului. Odată prelucrată, această pastă este pusă la uscat
înainte de a fi purificată, pentru eliminarea kerosenului și a altor impurități reziduale. Pentru aceasta se
adaugă din nou acid sulfuric și permanganat de potasiu. După filtrare, produsul se amestecă cu amoniac,
înainte de a fi iarăși filtrat și uscat. Din pasta purificată obținută, cocaina este izolată prin adăugare de
acetonă sau eter etilic, pentru distilarea sulfatului de cocaină. În etapa finală, se adaugă acid clorhidric și
alcool care duc la formarea unui precipitat de clorhidrat de cocaină. Aceasta se cristalizează în timp, luând
forma finală în care se comercializează.
Cocaina se găsește sub diverse forme:
- Basuca - cocaina pastă (baza), cu o puritate de 35 %, răspândită în America de Sud, poate fi fumată ca atare sau în amestec cu tutun sau marijuana.
- Cocaina hidroclorică – cocaina de stradă, cu o concentrație de aproximativ 25 - 35 %, este amestecată cu adulteranți și diluanți, uneori puritatea putând atinge 100 %. Această substanță poate fi injectată sau prizată și este solubilă în apă.
- Cocaina bază liberă (Crack) – este obținută prin extracție cu solvenți și are o puritate de 100 %. Este insolubilă în apă și de aceea trebuie fumată(dar dupa fierbere se transforma in stare solubila si se poate priza ).
- Frunzele de coca pot fi amestecate sau fierte sub formă de ceai.